# Посёлок имени Калинина (Тамбовская область)
Посёлок и́мени Кали́нина — посёлок в Мичуринском районе Тамбовской области России. Входит в состав Заворонежского сельсовета. 

## География
Посёлок находится на берегу реки Польной Воронеж, на расстоянии 13 км к востоку от города Мичуринск, административного центра района, и 52 км к западу от города Тамбов, административного центра области.

### Часовой пояс
Посёлок имени Калинина, как и вся Тамбовская область, находится в часовой зоне МСК (московское время). Смещение применяемого времени относительно UTC составляет +3:00.

## Население
| 1989 | 2002 | 2010 |
| ---- | ---- | ---- |
| 1056 | ↘977 | ↘917 |

### Национальный состав
Согласно результатам переписи 2002 года, в национальной структуре населения русские составляли 95 % из 977 чел.

## Улицы
| - ул. Зелёная, - ул. Калинина, - ул. Мичуринская, | - ул. Набережная, - ул. Новая, - ул. Пролетарская, | - ул. Садовая, - ул. Филиппова, - ул. Школьная. |